# آردين

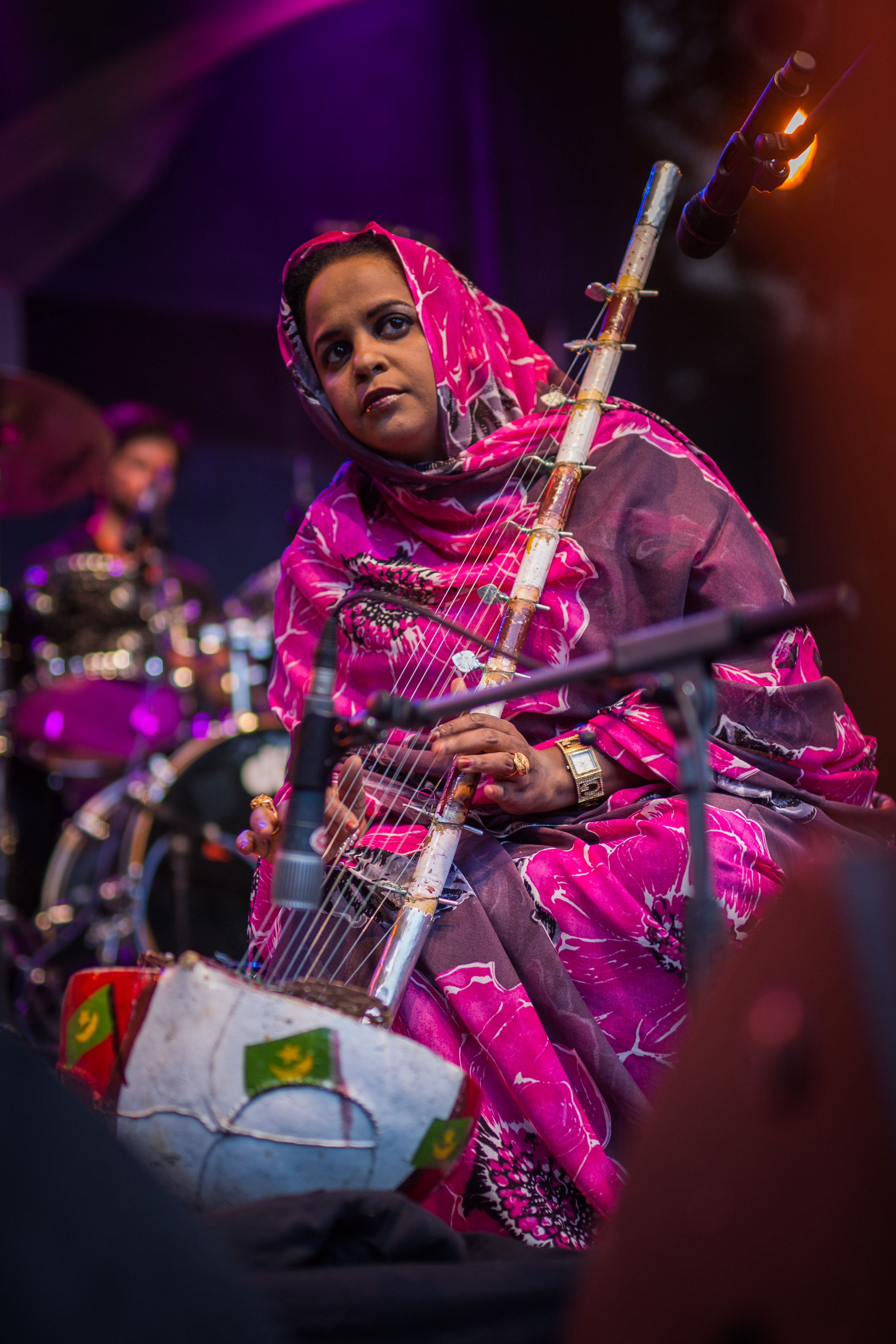

آردين هو/هي آلة عزف وترية موريتانية تستخدمها المرأة فقط حسب التقاليد الموريتانية وهي مزودة بطبل أيضًا للضربة أحيانًا. تبدأ من قدح كبير يصنع من مادة خشبية حيث تركب بها عصا طويلة أفقية فيضاف بعدها عود طويل يقسم القدح إلى نصفين فتشد الأوتار بين العود والقدح عن طريق مفاتيح تركب بالعمود لضبط الصوت والتنقل بين المقامات و يغطى القدح الدائري بالجلد و يستخدم كطبل حيث تغني الفنانة و تعزف الاوتار وتضرب الدف في نفس الوقت